# Immatricolazione
L'immatricolazione, nel contesto dei trasporti, è la procedura fondamentale attraverso il quale un veicolo viene certificato idoneo alla circolazione stradale.
A differenza dell'omologazione, che si riferisce a un modello o una versione specifica di veicolo, l'immatricolazione riguarda uno singolo esemplare (matricola) di quel determinato modello o versione. Si tratta della stessa distinzione presente nella gestione del magazzino tra il codice articolo e il numero di serie di un pezzo rappresentativo di tale articolo.

## Storia
Superato il difficile periodo della prima guerra mondiale, il 24 aprile 1926 si tenne a Parigi una conferenza internazionale che portò all'approvazione di due accordi denominati rispettivamente Convenzione internazionale relativa alla circolazione stradale e Convenzione internazionale relativa alla circolazione automobilistica, la prima recante norme di ordine generale relative alla guida di veicoli automotori o a trazione animale, la seconda focalizzata sui veicoli a motore. Fu in tale occasione che vennero formalizzati i concetti di immatricolazione dei veicoli, patente di guida, segnali di pericolo. Venne altresì previsto che ciascun veicolo fosse identificato attraverso la targa, il contrassegno di identificazione, il nome del costruttore, il numero di telaio e quello del motore.

## Immatricolazione nel mondo
L'immatricolazione è una attività che viene svolta generalmente da un ramo del ministero dei trasporti di ogni nazione.

## In Italia
Nell'amministrazione italiana le istanze di immatricolazione vengono svolte dagli uffici provinciali della Motorizzazione Civile. Presentata l'istanza, l'ufficio verifica la validità della richiesta e rilascia documento di circolazione e targa, che è legata al veicolo (e non alla persona) e segue il formato standardizzato dell'Unione Europea.
La richiesta di immatricolazione è valida se corredata da Certificato di conformità o Certificato di Approvazione e versamenti tariffe per adempimento della pratica.
Dal 2015 è entrato in vigore l'utilizzo del Certificato di Conformità dematerializzato.
Dal 1º giugno 2020 è entrato in vigore il Documento Unico di Circolazione e di Proprietà.